# Nicat Abasov
Nicat Azad oğlu Abasov (Name beim Weltschachbund FIDE Nijat Azad Oglu Abasov; * 14. Mai 1995 in Baku) ist ein aserbaidschanischer Schachmeister.

## Leben
Abasov siegte oder belegte vordere Plätze in einigen Turnieren: 1. Platz beim Buslaev Memorial in Tiflis (2007), 3. Platz beim Turnier in Aluschta (März 2007), 2. Platz beim Turnier in Charkiw (2008) und 1. Platz beim Zürcher Weihnachtsopen (2016).
Abasov trägt seit 2009 den Titel Internationaler Meister (IM) und seit 2011 den Titel Großmeister (GM). Die IM-Normen erfüllte er im September 2006 bei einem Turnier in Istanbul, im Oktober 2007 bei einem Turnier in Aluschta und im Oktober 2008 beim Femida 2008 in Charkiw. Die GM-Normen erfüllte er im Juli 2009 beim Matskewitsch Memorial in Charkiw, im Mai 2010 beim Celin Kamen GM Turnier in Niška Banja und im Dezember 2010 beim Azerbaijanian Solidarity Day in Baku.
Abasov spielt für den aserbaidschanischen Verein Odlar Yurdu, mit dem er in den Jahren 2013 bis 2015 am European Club Cup teilnahm. In der österreichischen Bundesliga spielt er seit 2018 für den SV Raika Rapid Feffernitz, mit dem er 2019 österreichischer Mannschaftsmeister wurde, in Ungarn gehört er seit 2018 zur Mannschaft von DVTK Sport Korlátolt Felelősségű Társaság. In der spanischen División de Honor spielte Abbasov 2019 für CA GranDama Santa Lucia und 2020 für den Meister Silla-Bosch Serinsys. In Deutschland spielt er seit 2018 für die SG Speyer-Schwegenheim, unter anderem in der Saison 2019/21 in der 1. Bundesliga und in der polnischen Ekstraliga für Minutor Energia Gwiazda Bydgoszcz.
Beim Schach-Weltpokal 2023 in Baku erreichte er durch Siege über Laurent Fressinet, Anish Giri, Pjotr Swidler, Saleh Salem und Santosh Gujrathi Vidit überraschend das Halbfinale, wo er an Magnus Carlsen scheiterte. Im Spiel um Platz 3 unterlag er Fabiano Caruana. Da drei Startplätze für das Kandidatenturnier Toronto 2024 über den Weltpokal vergeben wurden und Exweltmeister Carlsen auf seinen Platz verzichtete, qualifizierte sich Abasov dadurch für das Kandidatenturnier. Nach der Weltrangliste war er hier Außenseiter und landete sieglos auf dem letzten Platz.